# The Hunchback (film 1913)
The Hunchback è un cortometraggio muto del 1913 diretto da Kenean Buel. Prodotto dalla Kalem Company, il film, interpretato da Alice Joyce e Tom Moore, venne distribuito nelle sale dalla General Film Company il 15 dicembre 1913.

## Produzione
Il film fu prodotto dalla Kalem Company.

## Distribuzione
Il film - un cortometraggio in due bobine - venne distribuito nelle sale statunitensi dalla General Film Company il 15 dicembre 1913.